# Флаг Сан-Франциско
Флаг города и округа Сан-Франциско, на котором изображен восходящий Феникс, часто считается символом восстановления города после землетрясения 1906 года и последующих пожаров. Однако дизайн флага восходит к 1900 году. 16 декабря 1940 года Наблюдательный совет города и округа Сан-Франциско утвердил дизайн нынешнего флага.

## История

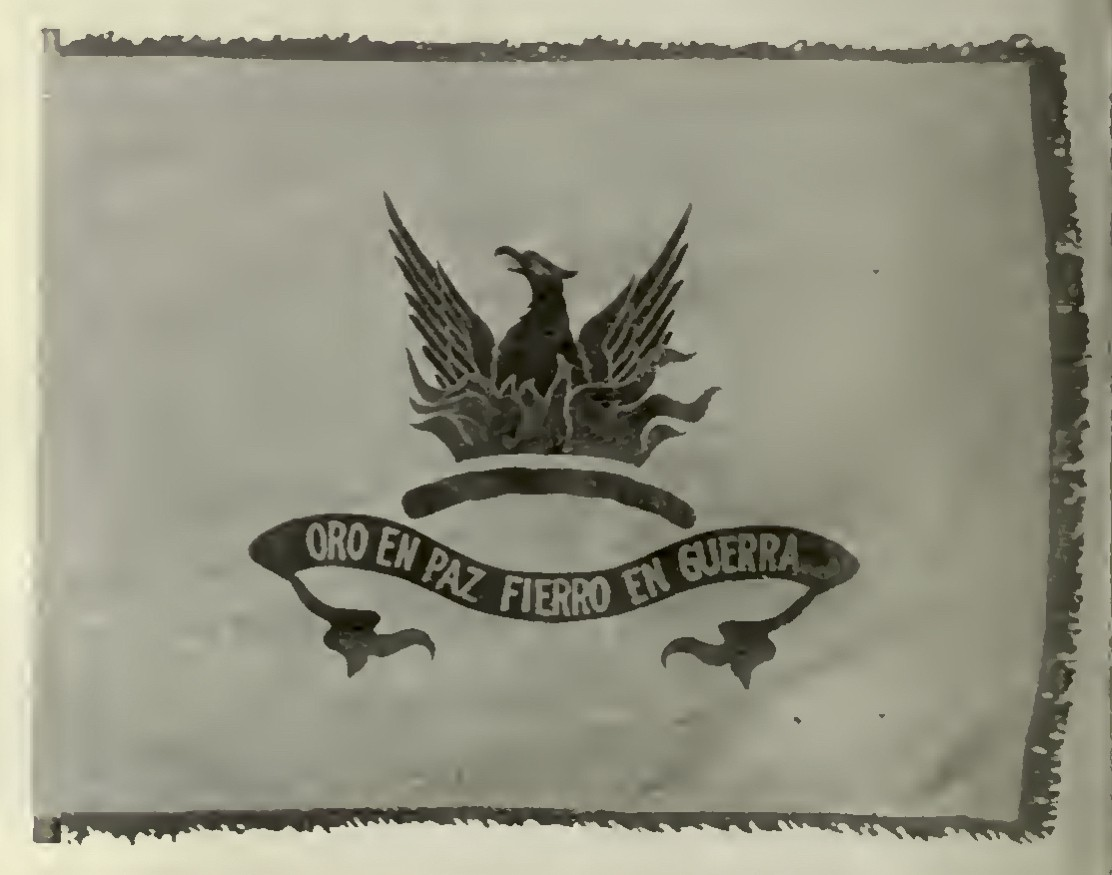
Копия 1929 года оригинального флага Сан-Франциско 1900 года, разработанного Робертом Ингерсоллом Эйткеном

Бывший флаг города Сан-Франциско, 1930-е годы

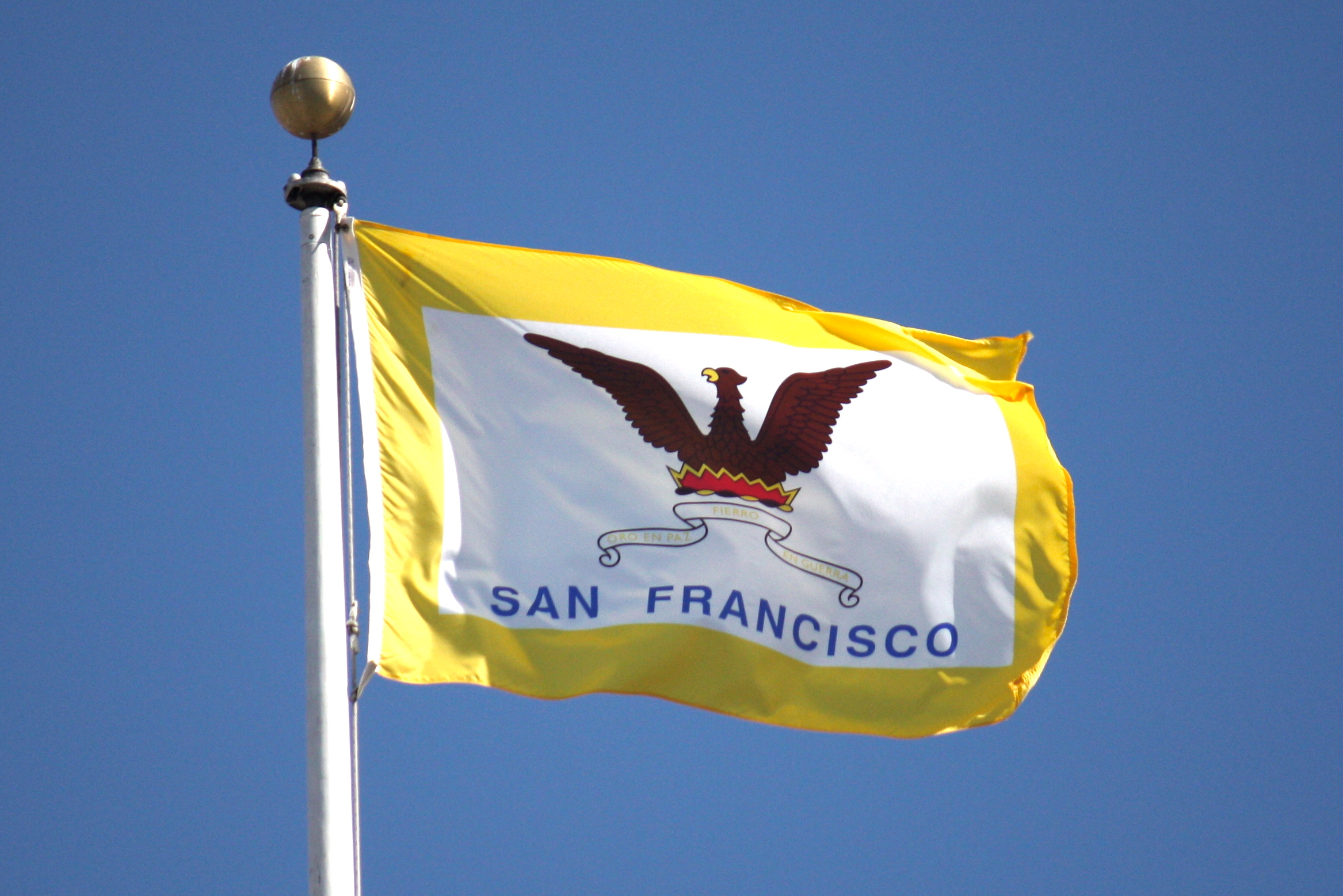
Флаг Сан-Франциско развевается над мэрией города в октябре 2008 года.

В 1900 году банкир и меценат, мэр с 1897 по 1902 год Джеймс Дюваль Фелан рекомендовал Наблюдательному совету города и округа Сан-Франциско принять флаг и девиз города. Был проведён конкурс, куда поступило более ста предложений. Выбрано было предложение полицейского Джона М. Гэмбла — чёрный феникс, поднимающийся из золотого пламени на белом поле. Мифологический феникс встречается во многих древних культурах и является символом бессмертия. Когда долгоживущий феникс чувствует близость смерти, он строит гнездо из ароматного дерева и поджигает его. Затем из пепла возникает новый феникс, точно так же, как Сан-Франциско возник из великих пожаров 1850-х годов.
Под фениксом и пламенем на чёрной ленте был написан испанский девиз «Oro en paz y fierro en guerra» («Золото в мире и железо в войне»). Девиз отсылал к недавним событиям во время испано-американской войны, когда город служил в качестве пункта высадки войск на Филиппины в 1898 году
Основываясь на девизе, официальные цвета города Сан-Франциско теперь — золотой и чёрный. Эти два цвета украшают купол городской ратуши Сан-Франциско.

## Дизайн
Оригинальный дизайн флага Сан-Франциско был создан в 1900 году Робертом Ингерсоллом Эйткеном. В настоящее время Эйткен наиболее известен как скульптор, создавший среди прочего фигуру Победы на вершине памятника Дьюи на Юнион-сквер в Сан-Франциско и скульптурную композицию «Равенство Юстиции и Закона», которая возвышается над входом в здание Верховного суда США. Дизайн Эйткена использовался с 1900 года до середины 1930-х годов.
В 1930-х годах дизайн Эйткена был переработан: заменено изображение и введено ещё несколько цветов. В декабре 1940 года Наблюдательный совет добавил к «новому» флагу название «Сан-Франциско» жирным шрифтом синего цвета и утвердил его как официальный флаг Сан-Франциско.
Жёлтая кайма, которая теперь воспроизводится как часть флага, изначально должна была быть золотой бахромой, но по ошибке была включена в дизайн.